# Павлов, Владимир Александрович (тренер)
Влади́мир Алекса́ндрович Па́влов (11 июля 1911, деревня Ерофеево, Владимирская губерния — 13 сентября 1985, Казань, РСФСР) — тяжелоатлет и тренер, заслуженный тренер РСФСР (1960). Представлял ДСО «Буревестник» (Казань).

## Биография
Родился 11 июля 1911 года в деревне Ерофеево (ныне Вязниковского района Владимирской области).
Участник финской кампании и Великой Отечественной войны.
С 1946 по 1970 год работал преподавателем кафедры физического воспитания и спорта Казанского авиационного института, в 1959—1962 гг. заведовал кафедрой.
Тренер олимпийского чемпиона 1960 года, трёхкратного чемпиона мира и чемпиона Европы Александра Курынова.
Судья всесоюзной категории по тяжёлой атлетике (1963).

## Награды
- Медаль «За трудовую доблесть» (16.09.1960) — за успешные выступления в XVII летних и VIII зимних Олимпийских играх 1960 года, а также за выдающиеся спортивные достижения[4]